# Vabs Kirke
Vabs Kirke (også Vabenæs Kirke) er en kirkebygning beliggende i landsbyen Lille Vabs på halvøven Svans i Sydslesvig i den nordtyske delstat Slesvig-Holsten. Kirken er viet til Jomfru Maria. Vabs Kirke er sognekirke i Vabs Sogn.
Kirken er opført af kampesten i gotisk stil i anden halvdel af 1300-tallet. I 1500-tallet fik kirkeskibet krydshvælvinger. I samme tidsrum blev tårnet bygget. Af kirkens interiør kan nævnes flere gotiske træfigurer, bl.a. af Jomfru Maria. Altertavlen er fra 1600-tallet. Der er to døbefonte i kirken, en trædøbefont fra 1674 og en døbefont af gotlandsk kalksten fra opførelsestiden. Prædikestolen er udført omkring 1600. Ved kirkens nordside er der en familiebegravelse for Ahlefeldt-slægten. Præstegården ved siden af kirken er fra 1842.
Menigheden er i 2020 slået sammen med nabo-menigheder fra Borreby-Land, Karby, Risby og Siseby Sogne, således at næsten hele Svans-området er nu samlet i en menighed under den lutherske nordtyske landskirke. Ved siden findes der også danske menigheder i omegnen såsom i Egernfjord og Kappel.
- Kirkens indre med orgelpulpitur
- Alteret
- Koret og døbsfonten